# Vasilios Xydas
Vasilios Xydas (griechisch Βασίλειος Ξυδάς, * 1877 in Athen; † unbekannt) war ein griechischer Leichtathlet, der im ausgehenden 19. Jahrhundert aktiv war. Er bildete zusammen mit seinen Landsleuten Evangelos Damaskos und Ioannis Theodoropoulos sowie den beiden US-Amerikanern William Hoyt und Albert Tyler das nur fünfköpfige Teilnehmerfeld im Stabhochsprung bei den ersten Olympischen Spielen der Neuzeit 1896 in Athen.
Xydas übersprang die Anfangshöhe von 2,40 m und kam damit auf den fünften und letzten Platz, während Damaskos und Theodoropoulos noch die als dritte Höhe aufgelegten 2,60 m meisterten und sich Platz drei teilten. Sie blieben jedoch ebenso wie Xydas ohne Medaille, da in Athen und auch vier Jahre später in Paris jeweils nur die beiden Erstplatzierten (Hoyt siegte mit 3,30 m vor Tyler mit 3,20 m) ausgezeichnet wurden.
Weitere Leistungen von Vasilios Xydas sind nicht belegt.